# Yurisleidys Lupetey
Yurisleidys Lupetey Cobas (ur. 6 maja 1981) – kubańska judoczka. Trzykrotna olimpijka. Brązowa medalistka z Aten 2004, dziewiąta w Londynie 2012 i piętnasta w Pekinie 2008. Walczyła w wadze lekkiej.
Mistrzyni świata w 2001, trzecia w 2003, piąta w 2005 i 2010; uczestniczka zawodów w 2007, 2009 i 2011. Zdobyła trzy medale w drużynie. Startowała w Pucharze Świata w latach 1998–2003, 2007–2010 i 2012. Złota medalistka igrzysk panamerykańskich w 2003 i 2011. Triumfatorka igrzysk Ameryki Środkowej i Karaibów w 2006. Zdobyła dziewięć medali na mistrzostwach panamerykańskich w latach 2001 - 2012. Wygrała uniwersjadę w 2001 i trzecia w 2003 roku.

## Letnie Igrzyska Olimpijskie 2004
| Konkurencja | Eliminacje            | Eliminacje         | Finały              | Finały                   | Klas. końcowa |
| Konkurencja | Przeciwnik I          | 1/4                | 1/2                 | o 3 miejsce              | Miejsce       |
| ----------- | --------------------- | ------------------ | ------------------- | ------------------------ | ------------- |
| 57 kg       | Barbara Harel (FRA) Z | Lena Göldi (SUI) Z | Kye Sun-hui (PRK) P | Isabel Fernández (ESP) Z | 3.            |

## Letnie Igrzyska Olimpijskie 2008
| Konkurencja | Eliminacje                 | Eliminacje             | Klas. końcowa |
| Konkurencja | Przeciwnik I               | Przeciwnik II          | Miejsce       |
| ----------- | -------------------------- | ---------------------- | ------------- |
| 57 kg       | Ange Jean Baptiste (HAI) Z | Nesria Jelassi (TUN) P | 15.           |

## Letnie Igrzyska Olimpijskie 2012
| Konkurencja | Eliminacje               | Eliminacje              | Klas. końcowa |
| Konkurencja | Przeciwnik I             | Przeciwnik II           | Miejsce       |
| ----------- | ------------------------ | ----------------------- | ------------- |
| 57 kg       | Julieta Bukuwala (GRE) Z | Irina Zabłudina (RUS) P | 9.            |